# روبن هاردي
روبن هاردي (بالإنجليزية: Robin Hardy)‏ (12 يوليو 1952، هاليفاكس في كندا - 28 أكتوبر 1995 في الولايات المتحدة)؛ كاتب وروائي كندي.